# 罗杰·扬

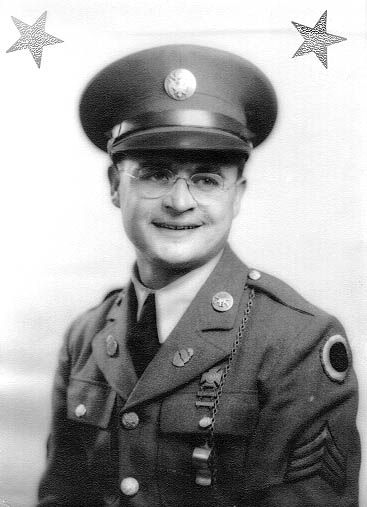
罗杰·扬

罗杰·威尔顿·扬（ Rodger Wilton Young ，1918年4月28日—1943年7月31日）来自俄亥俄州，是参加过第二次世界大战的一位美国陆军步兵。扬生在俄亥俄州小镇蒂芬，1932年，他在讀高中時遭遇意外，几乎丧失了全部听力与视力。尽管如此，扬依然通过了俄亥俄州国民警卫队的入伍检查。美国加入二战后不久，扬所在的连队就被美國陸軍动员參戰。1943年，扬所在的排在新喬治亞島上遭遇日军伏击，他在掩护战友撤退的过程中阵亡。因此等表现，扬被追授美国国家最高军事荣誉——荣誉勋章。
在扬陣亡后的年月里，他的故事得到了广泛传颂。歌曲作家弗兰克·洛瑟创作过一首名为罗杰·扬的歌谣的歌曲，一首歌颂以扬为代表的美军步兵的勇气的歌曲。佐治亚州班寧堡的一個夜间训练场就以扬的名字命名，俄亥俄州佩里营的一座轻武器射击场也以罗杰·扬的名字命名。